# 延斯·阿尔斯·安诺生
延斯·阿尔斯·安诺生（丹麥語：Jens Als Andersen，1958年8月22日—），丹麦男子帆船运动员。他曾代表丹麦参加2000年、2004年、2008年和2012年夏季残疾人奥林匹克运动会帆船比赛，获得一枚银牌。